# Blue Earth (rivière)
Pour les articles homonymes, voir Blue Earth.
La rivière Blue Earth est un cours d'eau des États-Unis qui coule dans le comté de Blue Earth, dans l'État du Minnesota. C'est le plus gros affluent de la rivière Minnesota, dans laquelle elle se jette à la hauteur de la ville de Mankato. Cette rivière fait partie du bassin versant du Mississippi.

## Géographie
La rivière est issue de deux rivières sources situées dans l'État voisin de l'Iowa, la Middle Branch Blue Earth et la West Branch Blue Earth.

## Histoire
En 1700, à l'époque de la Louisiane française, l'explorateur et trappeur français Pierre-Charles Le Sueur édifia le Fort L'Huillier au confluent de la rivière Bleue (Blue Earth River) et de la rivière Minnesota, près de la ville de Mankato.
L'un des affluents de la Blue Earth se nomme rivière Le Sueur.
Le barrage de Rapidan (en), construit sur la rivière en 1910, a été partiellement emporté par des inondations en juin 2024. 

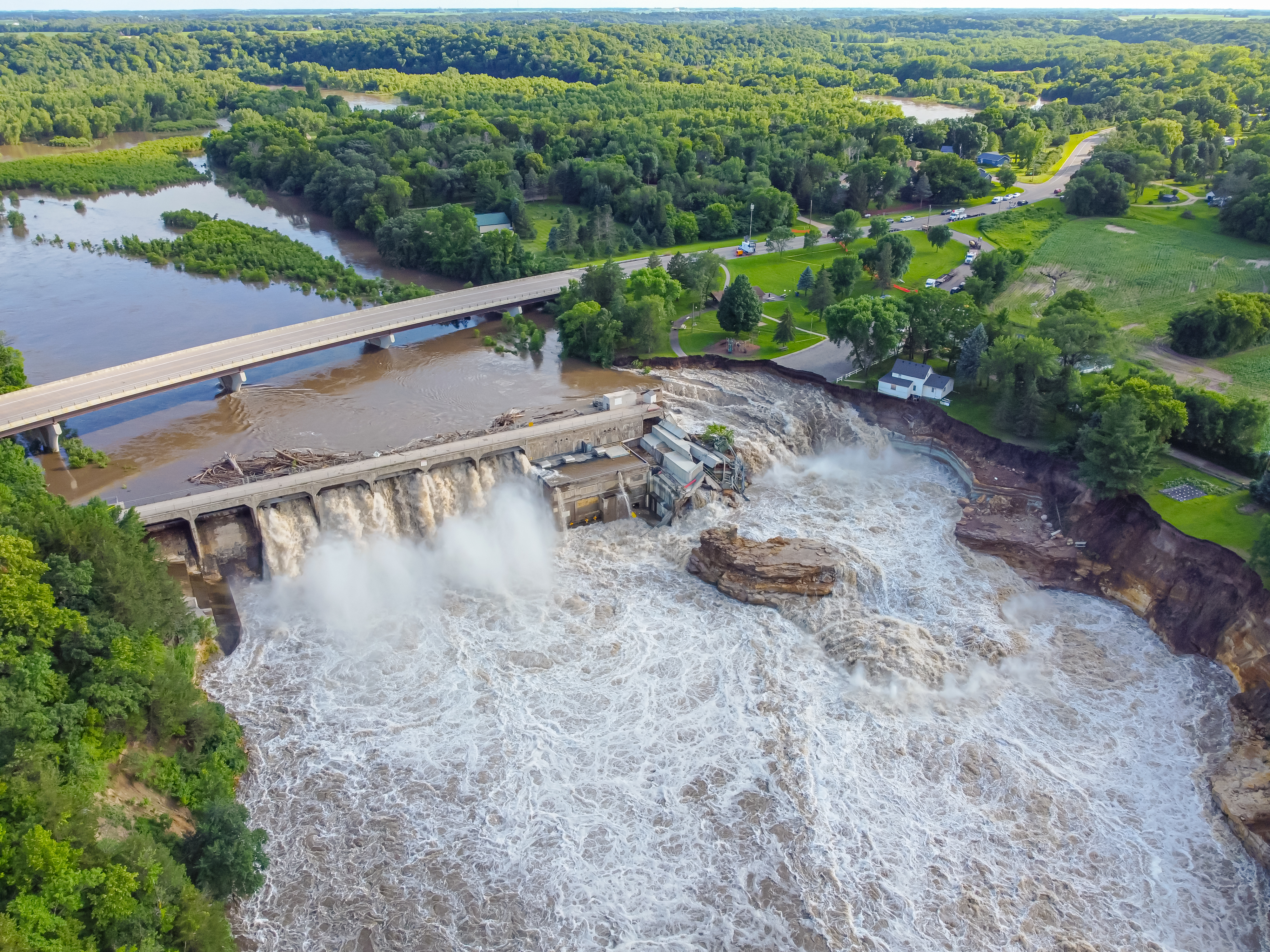
État du barrage le 25 juin 2024.